# 豊川村 (石川県)
豊川村（とよかわむら）は、石川県鹿島郡に存在した村。
村の名称は、合併した村のうち豊田、土川が2大村だったため、この両村の名を一字ずつ採った。

## 地理・概要
- 現在の七尾市の北部、旧中島町においては南部に位置。
- 日用川に沿う平野、谷、盆地の地域に位置する。
- 当時、産業は米作中心で、水田酪農も行われ、冬期は建筵などが生産されていた。

## 歴史
- 1889年（明治22年）4月1日 - 町村制の施行により、鹿島郡豊田村、豊田町村、河崎村、奥吉田村、奥吉田新村、崎山村、外原村及び土川村を廃し、その区域をもって鹿島郡豊川村を設置する。当時の世帯数・人口は427世帯、2,402人。
- 1920年（大正9年）- 世帯416、人口2,027人。
- 1953年（昭和28年）- 世帯448、人口2,401人。
- 1954年（昭和29年）11月3日 - 鹿島郡中島村、熊木村、西岸村、豊川村、笠師保村及び釶打村を廃し、その区域をもって鹿島郡中島町を設置する。8大字は中島町の大字に継承。

## 教育
- 豊川村立豊川中学校
- 豊川村立豊川小学校（2004年3月31日で廃校、中島小学校に統合。）

## 交通
- 国道249号（現在の道路）